# Békéscsaba sportélete
Békéscsaba sportélete alatt tárgyaljuk mindazon sportágakat, egyesületeket, klubokat és az infrastruktúrát, ami Békéscsaba megyei jogú városhoz tartozik, illetve közigazgatási területén belül található. A városban nagy hagyományai vannak a szervezett testmozgásnak, szép sikereket is elértek már a csabai sportolók, valamint az 1970-es évek óta jelentős fejlődés zajlott le a működés, a körülmények terén is.

## Rövid áttekintés
Békéscsabán a korai években, még a századforduló táján, csupán két klub volt megszervezve. Az egyik a CSAK, a Csabai Atlétikai Klub, valamint az 1912-ben alakult az Előre MTE, vagyis Előre Munkás Testedző Egyesület. Míg előbbi inkább a jómódúak, az arisztokrácia klubja volt, addig az Előre a szegényebb, munkásrétegek egyesülete volt. A két egyesület között éles rivalizálás volt, azonban a városvezetés inkább a CSAK-ot favorizálta.
A trianoni diktátum, valamint a román megszállás után a város sportélete is hamar újjáéledt. Ezekben az években tovább nőtt a sportolói létszám, mind a CSAK, mind az Előre új, saját pályára költözhetett és mind többen jártak a futballmérkőzésekre. Abban az időben az atlétika, birkózás, futball, vívás voltak a legnépszerűbb sportágak. A nagy gazdasági világválság azonban súlyos csapást mért a sportra is, az Előre a felhalmozott adósságai miatt például feloszlott.
A második világháború, a megszállás temérdek károkat okozott, így előbb azokat kellett helyreállítani, csak utána következhetett a sport. Már az államszocializmus időszakában egyre jelentékenyebb összegek jutottak a sportra, így az 1950-es években valóságos össznépi testgyakorlás indult meg. Jelentős lépés volt a város, sőt a megye életében, mikor 1970. december 28-án összeolvadt számos sportegyesület és létrejött a Békéscsabai Előre Spartacus. Az új egyesület rengeteg szakággal rendelkezett, komolyabb összegek fölött rendelkezett, így a rendszerváltás végéig folyamatosan fejlődve már országos szinten is kiemelkedő helyre jutott. Ebben a két évtizedben történtek a nagy beruházások is, felépült a Kórház utcai stadion, a 2. Számú Általános Iskola tornaterme, amely az első fedett, kézilabdára is alkalmas zárt tér volt. Az időszak végén adták át a Városi Sportcsarnokot, majd a főiskola tornatermét, az atlétikapályát, a futófolyosót, kialakították a teniszpályákat, stb…
1990 után az addig szilárd állami-önkormányzati rendszer, ami rendszeresen biztosította a forrásokat megszűnt, helyette a piaci alapokon nyugvó rendszer vette át. Békéscsabán, de az egész megyében ez sokkal inkább hátrány, mintsem előny volt, hiszen a megye döntő része agrár jellegű volt, és a mezőgazdaság szenvedte el az egyik legnagyobb visszaesést ezekben az években. Szintén rengeteg nagy, helyi termelőüzem zárta be ezekben az években véglegesen kapuit, amik már szintén nem tudták finanszírozni a város sportklubjait. Így szépen-lassan az összes klub kivált az egykori Előre Spartacusból, hogy önállóan boldoguljon. Ezekben az években nagyon kevés fejlesztés történt infrastrukturális szinten, az Előre-pályát kicsit fejlesztették, felépült a Mester Klub.
Az ezredforduló után kicsit jobb időszak köszöntött be, a tornászok épületét felújították, teljesen új, műanyag borítású (úgynevezett „rekortán”) pálya épült, megkezdődött a Kórház utcai komplexum átépítése, a vívók új termet vehettek birtokba, valamint megújult a reptér is. A 2004-es női kézilabda-Európa-bajnokság-ra felújították a Városi Sportcsarnokot is, így elmondható, hogy napjainkban már viszonylag jó körülmények között edzhetnek a csabai sportolók

## Labdajátékok

### Labdarúgás
A legfontosabb szereplő a Békéscsaba 1912 Előre, amely 1974-2005 között 2 év kivételével NB I-es volt, majd 2005-2015 között leginkább az NB II Keleti Csoportjában játszott. 2015 óta újra a legmagasabb osztály tagja, egyszeres kupagyőztes (1988), valamint egyszeres bronzérmes (az 1993-94-es bajnoki évadban).
Szintén fontos szereplője még a város fociéletének a Jamina SE, amely a hasonló nevű városrész csapata. Ezen kívül említést érdemel még a Békéscsabai MÁV is.

### Kézilabda
A másik jelentős csapatsport a kézilabda, egykoron a város férfi, és női csapatai is egyszerre játszottak a legmagasabb osztályban. A női szakosztály 1981 óta többé-kevésbé stabil NB I-es résztvevő, míg a férfiak 2008-ban a harmadik vonalban játszottak. A mérkőzéseket az ország egyik legnagyobb körcsarnokában, a Városi Sportcsarnokban rendezik meg, ami kb. 2300-2500 férőhellyel rendelkezik, ebből 1800 ülőhely.
A női csapat legjobb eredménye az NBI-ben 1982-ben elért bajnoki 2. hely a Vasas mögött.

### Kosárlabda
A kosárlabdának nincs nagy hagyománya és jelentős bázisa a városban, 1994-ben alakult a férfi szakág, Békéscsabai Kosárlabda Klub néven. 2008-ban a magyar bajnokság harmadik osztályában küzdöttek.

### Röplabda
A röplabdának nagyobb múltja van, ennek ellenére 2000-ben megszűnt, majd újjáalakulás után igazi sikertörténet lett a 2000-es években. 2006-ban kivívta az élvonalbeli szereplés jogát, majd első NB I-es szezonjában rögtön a 6. helyen zárt, nagy meglepetésre. 2014-től 2018-ig egymás után 5-ször megnyerte a magyar bajnokságot.

## Atlétika
A város atlétikában már régóta ismert vidéki fellegvár. Szakosztályának neve: Buda-Cash Békéscsabai Atlétikai Club. Számos híres futót, gyaloglót adott már az országnak, a nem túl jó körülmények ellenére is. A versenyzők 2008-ban kimagaslóan sikeres évet zártak: 38 országos bajnoki címet és összesen 81  érmet nyertek, nyolc országos csúcsot döntöttek meg és nyolc versenyző több alkalommal is meghívást kapott a nemzeti válogatottba. Három versenyző döntősként végzett a világbajnokságon. Rendszeresen szerveznek a profik, illetve amatőrök számára futóversenyeket, amiken esetenként majdnem 10 000-en vesznek részt. Bázisuk nem messze található a Kórház utcai stadiontól, ahol futófolyosó, illetve műanyag, úgynevezett „rekortán” pályán gyakorolhatnak.

## Küzdősportok
- 1997-ben alakult meg a Békés megye Judojáért Alapítvány, amelynek keretein belül indult Békéscsabán a nagy hagyományokkal rendelkező olimpiai sportág, a judo. A klub vezetője Gyáni János, aki számos kiváló eredménnyel büszkélkedhet: Többszörös olimpiai résztvevő (Moszkva, Los Angeles, Szöul), Európa-bajnok és Eb-bronzérmes, olimpiai 5., világbajnoki 4. és 5. helyezett, 19-szeres országos bajnok és 2004-ben a judo mesterek világbajnokságán világbajnoki címet szerzett. Honlap

- Meg kell említeni még a Békéscsabai Lakótelepi SE kick-boxosait, akik több egyéni világbajnoki elsőséggel büszkélkednek, közülük a legsikeresebb Debreczeni Dezső.

## Tánc
Az Sziluett Táncsport Egyesület 1997-ben alakult. Tagjai és egyben versenytáncosai a környékről kerülnek ki. Az elmúlt évek alatt számtalan versenyen álltak rajthoz, értek el országos sikereket.
Az egyesület fő céljai közt szerepel a táncsport népszerűsítése, táncoktatás, általános mozgásművészeti alapképzés megszervezése, a társasági viselkedés, etikett, protokoll, zene és műsorszolgáltatás, a tagok versenyeztetése, táncversenyek, edzőtáborok szervezése és lebonyolítása.
Az egyesület egyik legfontosabb feladatának tartja a társastánc népszerűsítését legfőképpen az ifjúság körében.

## Torna
Az egyéni sportok közül kiemelkedően sikeres a női torna, az országosan is elismert csabai műhely 1992-ben olimpiai bajnokot adott az országnak Ónodi Henrietta személyében. A jelenkori magyar női tornászválogatott általában a csabai tornászokra épül.

## Vívás
Nagy hagyományokkal, szép sikerekkel rendelkezik a vívószakosztály, a Karácsonyi Lajos Vívó Egyesület. A klub leghíresebb versenyzője Tóth Hajnalka, aki VB, EB és olimpiai bajnok lett csapatban. Az egyesület, ami sokáig méltatlan körülmények között működött, ám 2008 őszén vadonatúj terembe költözhettek a Városi Sportcsarnok mellé.

## Létesítmények
A város sportlétesítményei döntő részben a város keleti részén összpontosulnak, az összes vitálisan fontos építmény gyakorlatilag itt található, a helyileg jelentős épületek azonban szétszórtan a város területén.

### Labdarúgópályák
A focipályák aránylag kiegyenlítetten helyezkednbek el a városon belül, a legfontosabb a keleti részen fekvő Békéscsaba 1912 Előre sporttelepe, a Kórház utcai stadion, amely egy centerpályával, egy füves és egy műfüves edzőpályával rendelkezik. Az igen idősnek számító stadionban kb. 16 000-en szurkolhatnak a liláknak.

### Csarnokok, tornatermek
A beltéri labdasportok legfontosabb helye a Városi Sportcsarnok, itt játssza mérkőzéseit a Békéscsabai Előre NKSE, a város férfi kézilabda csapata, és otthont ad a nagyobb versenyeknek, rendezvényeknek is.
A Szent István Egyetem Gyulai úti tömbjében szintén működik egy normál méretű kézilabdapálya, általában itt játszik a város kosárlabdacsapata, valamint az egyetemi testnevelésórák is itt zajlanak. A Mester utcában található Mester Klub szintén a város keleti részén található, itt is normál méretű kézilabdacsarnok, valamint két fallabdapálya is található.